# Penanding
Penanding is een bestuurslaag in het regentschap Bengkulu Tengah van de provincie Bengkulu, Indonesië. Penanding telt 906 inwoners (volkstelling 2010).